# 大河平才蔵
大河平 才蔵（おこひら さいぞう、生年不明 - 1894年（明治27年）5月18日）は、大日本帝国海軍の軍人、海軍大技監。従五位。
1882年（明治15年）東京築地海軍兵器製造所内において、日本初の近代洋式製鋼技術により鋼の生産に成功。鋼の化学分析の創始者。日本の近代洋式製鋼技術の礎を築いた。キリスト教徒。

## 生い立ちと少年時代
才蔵は1855年前後、都城（現宮崎県えびの市）で薩摩藩士族・大河平実次の子として生まれた。大河平家は古くは日向国の士族であるが、江戸時代後期には薩摩藩島津家に代々仕え島津家の要職を務めており、才蔵の父は島津家の祐筆であったと言われている。後の海軍元帥東郷平八郎は従兄弟にあたる。東郷は大河平より年長だが、二人は親しく交際し、大河平の人生に少なからず影響を与えた。
大河平の親戚縁者の中には幕末に藩の留学生としてイギリスで学ぶ者、江戸へ出て学問に励む者がいた。
1871年（明治4年）10月、大河平も東京留学となる。

### 海軍教育
1871年、海軍砲術学校の第1期生となり、イギリスからのお雇い外国人教師フランシス・ブリンクリー（Francis Brinkley 1841年11月9日-1912年10月22日）の砲術生徒となる。ブリンクリーの元、砲術学校では砲術を始め、数学、英語、化学、物理、測量法、天文学、地理学等の西洋式基礎学問とイギリス式海軍士官の心得を6年間学ぶ。
1877年（明治10年）2月、海軍での教育を終え、同時に少輔補に任官する。

## ドイツ留学

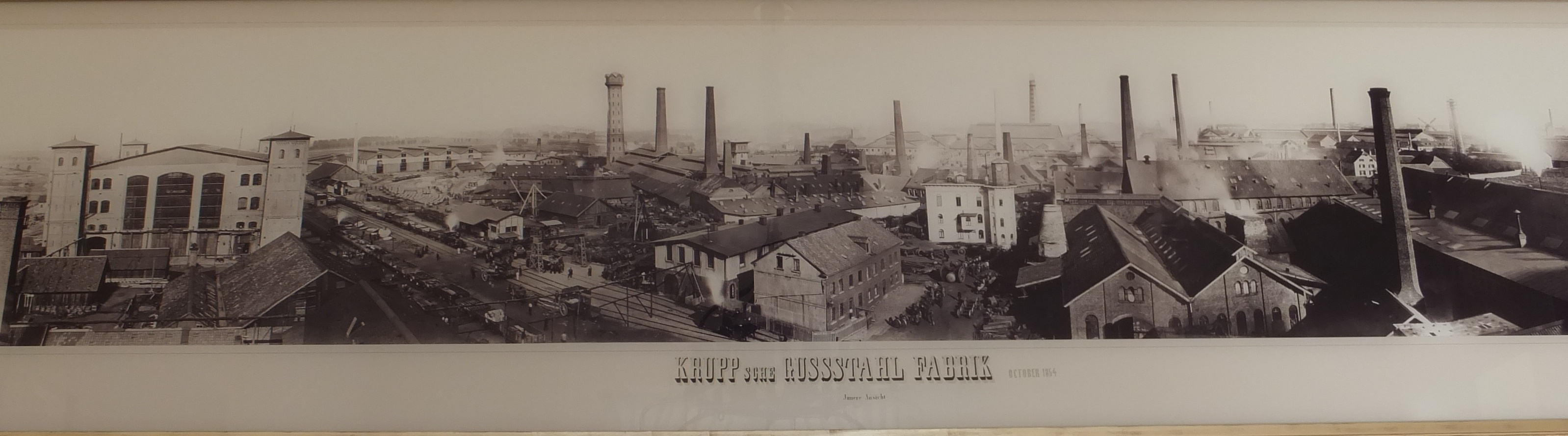
1854年頃のクルップ鋳鋼工場

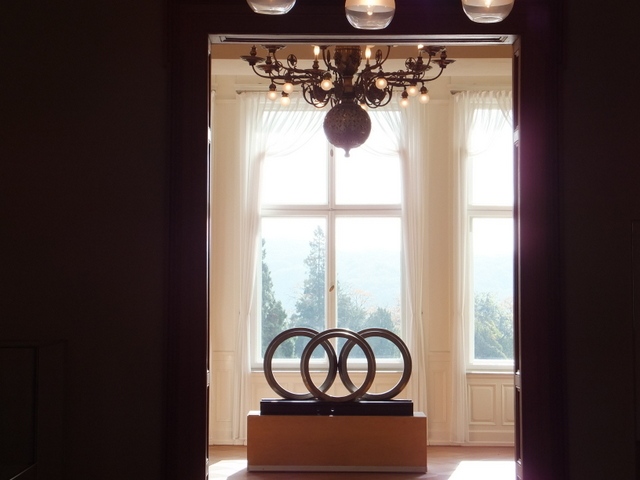
クルップ社章のモニュメント

明治新政府は維新直後から各分野の近代化をはかるため海外に留学生を派遣したが、中でも海軍省はその必要性を強く認識していた。明治初期の海軍・陸軍双方にとって最も重要な軍事工業政策は、近代洋式製鋼技術の獲得であった。すべての造兵事業は自国の製鉄業の発展なくしてありえなかったからである。
特に草創期の海軍にあっては、1853年（安政元年）のペリー来航、1863年（文久3年）下関事件、同年薩英戦争などを通じて西洋諸国の艦船に装備された近代的軍備、主に鉄製の船砲の威力に圧倒されていた。このことから陸軍よりも早くから近代洋式製鋼技術の獲得の必要性を実感していた。
海軍が当初、近代製鋼技術獲得の手本としたのはアームストロング製鉄所を有するイギリスであったが、すぐにドイツ、エッセン市にある製鋼会社クルップ（Krupp）からも学びたいと思うようになる。当時クルップは世界第一位の鋼の生産量を誇り、近代重機、兵器を製造している近代的製鋼所であった。クルップの製品への需要は伸び続け急成長を続けていた。
クルップの製品の優秀さについては福沢諭吉が1862年（文久2年）ロンドン万国博覧会視察の際、1万100キロの巨大船軸、8,000キロの鋳鋼塊を目にし著書『西洋事情』の中で紹介している。当時の海軍の実力者である海軍大丞川村純義は1873年にウィーンで開催された万国博覧会でクルップの30.5インチ沿岸砲、5万2,000キロの鋳鋼塊を視察している。これらクルップ社の製鋼品は当時の最新技術で造られており、毎年高い技術の向上があり人々を驚嘆させるものであった。
クルップの製鋼工場および関連工場自体について最初に日本および日本海軍関係者に紹介したのは、1871年（明治4年）11月－1873年（明治6年）9月に派遣された岩倉使節団である。岩倉使節団一行は欧米で、国会・役所・鉄道・港・教会・公園・学校など多くの施設を視察しているが、各国で各種の工場も訪れている。その工場視察の中でもっとも感銘をうけたのが、ドイツのクルップ製鋼所であった。久米邦武によって使節団の報告図書として明治11年に発行された『特命全権大使 米欧回覧実記』には、8ページに渡りクルップ製鋼所の規模、近代的設備、製造される製品の多様性などが記録されている。
当時、クルップ製鋼所はアルフレート・クルップ（Alfred Krupp 1812年‐1887年）が父フリードリヒ・クルップより工場を受けついでから25年がたっており、2万人が働き、その規模、技術の高さ、経営方法どれをとっても最先端であった。明治海軍が手本とするに充分な近代製鋼工場であった。

### クルップ製鋼所での研修

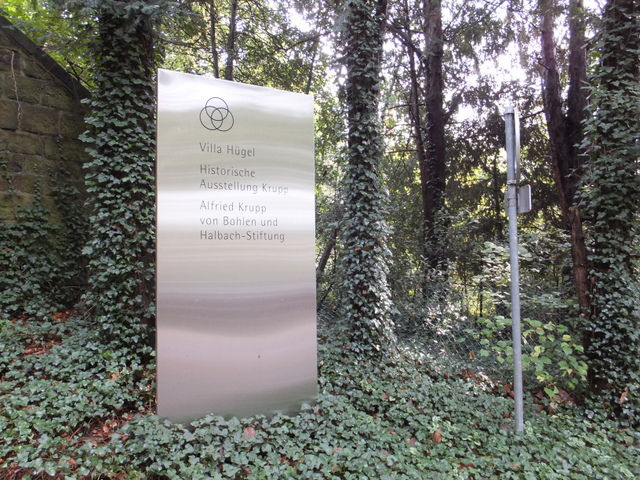
クルップ記念館入口

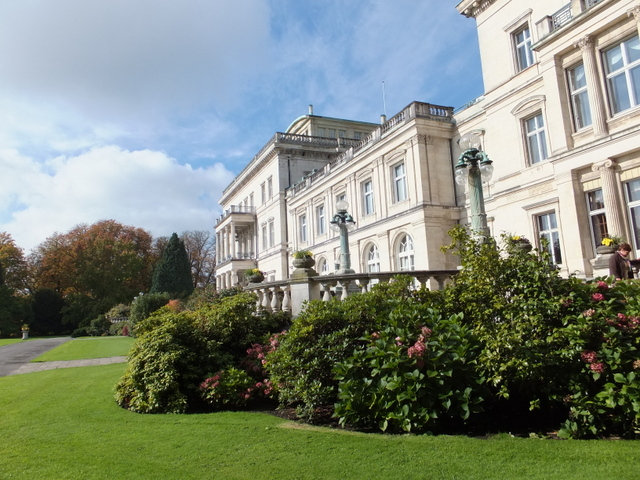
クルップ一族の館 現クルップ記念館 ドイツ エッセン市

1878年（明治11年）海軍兵部大丞川村純義は、クルップの日本代理人Ahresを通じて交渉し留学生の受け入れを願い出た。クルップからは草々に受け入れ了承の回答が届く。
川村は直ちに留学生として大河平才蔵と坂本俊一の2名を抜擢する。大河平には砲術分析学ならびに兵器製造法、坂本にはクルップ砲製造という留学目的が課せられた。この二名の留学生派遣は、海軍が初めて、はっきりとドイツ、クルップからの近代製鋼技術獲得と兵器製造法修得という目的を持たせたもので、期間も1878年（明治11年）3月 - 1881年（明治14年）7月の3年間という長いものであった。

### 近代製鋼技術修得と化学分析
クルップは大河平に各種の製鋼工場を視察させた後、日本海軍より要請を受けた研修目的にそってルツボ製鋼工場に配属させた。
ルツボ製鋼工場はクルップ成功の基礎であり、中核工場であった。
大河平はここで、ルツボ製鋼技術と鉄鋼の化学分析法を学ぶ。
大河平の研修は、時に工場で働く人々に交じって実地に行われた。
クルップルツボ製鋼工場では、高い製鋼技術だけでなく、優れた作業管理体制、労働者（溶夫）の熟練と沈着、かつ敏速な行動が不可欠であった。大河平は実際に工場現場で研修することによって、こうした西洋の近代的大工場の管理体制、労働者の教育、労務体制も同時に学んでいく。
大河平は熱心に研究に励み、真摯な態度で研修を続けた。海軍省から支給される学費から参考書を買い入れている。その主なものはウェッチング著『製鉄提要』、ムスプラット著『工芸字書』、ポス著『分析化学』『スプンエ工芸書』などであるが、これらの参考書は帰国後、日本での製鋼技術開発の際、大河平のみならず後の多くの開発者の役に立ったのである。
ところで、ルツボ製鋼工場で実地に学ぶということは、実は毎日が灼熱との戦いでもあった。多数のルツボを入れた加熱炉の熱は工場内の温度を上げ、さらに加熱が済んだルツボの蓋を開ける際には真っ赤な火花とともに高温の熱が出て、工場内は紅蓮の炎につつまれる。同時に白灰色の水蒸気がたちこめ、一瞬あたりは見えなくなる。当時はたいした防熱服などなく、過酷な作業であった。大河平はルツボ製鋼工場で一通りの研修を終えた頃、ついに熱射病にかかってしまい、クルップ製鋼所内の病院に収容されることになった。

#### キリスト教との出会い

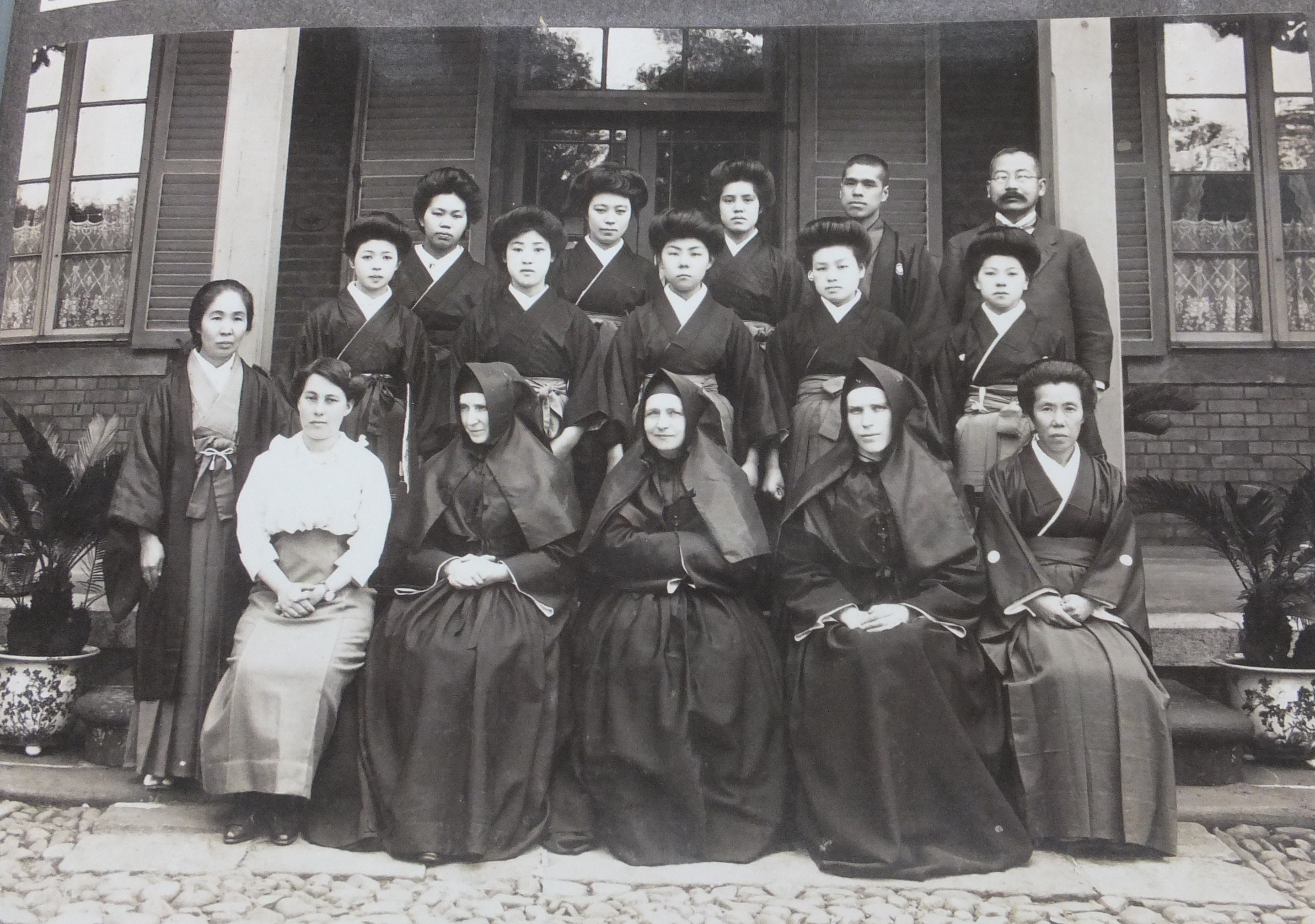
大河平徳 紅蘭女学校（現横浜雙葉学園）教師時代 1916年（大正5年）2列目一番左

大河平の熱射病は重く、数日間意識を失い生死をさまようが、クルップ製鋼所病院の手厚い看護を受けて一命を取り留めることが出来た。意識を取り戻しはじめた時、その朦朧とした中で彼が見たものは、ベッドの傍らで彼の回復を願って祈りをささげているキリスト教の尼僧の姿であった。異国の見も知らぬ青年の回復を願って必死に祈りをささげてくれたキリスト教尼僧との出会いは、その後、彼がキリスト教に入信する大きなきっかけとなった。
帰国後、大河平は敬虔なカトリック信者となった。まもなく同郷の薩摩藩士族町田徳（まちだとく）と結婚するが、徳も敬虔なカトリック信者であった。
徳は当時の女子としては、最高の教育機関である東京女子師範を卒業しているインテリ女性であった。後年、徳は横浜紅蘭女学校（現横浜雙葉学園）で国語の教師となり明治末から昭和初期の女子教育に貢献する。その後に儲けた3人の息子達は当時開校間もないカトリックミッションスクール（曉星学園）で教育を受けている。
当時留学生がキリスト教に入信するということは、社会的にはマイナスであった。明治十年代日本国内ではキリスト教への不信は未だに強く「外国かぶれ」などと言われ敬遠された。しかし大河平がドイツ留学により近代製鉄技術だけでなくキリスト教に出会ったことは、帰国後、日本初の近代製鉄技術開発にともなう多くの困難にみまわれる度に彼の心の支えとなったと伝わっている。

### 大砲工場での研修

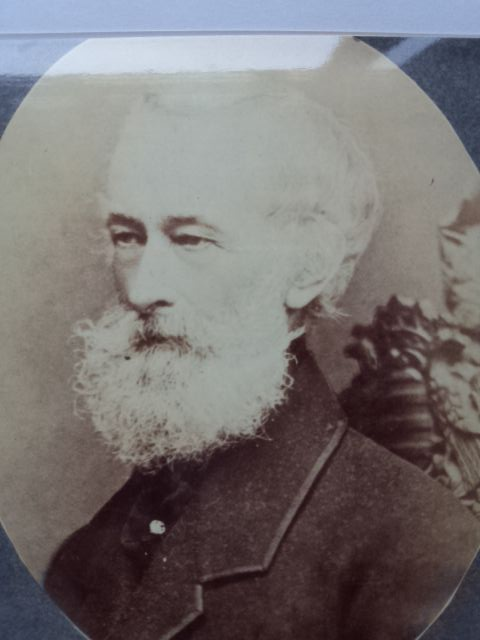
大河平の帰国に際し、アルフレート・クルップから贈られた自身の肖像写真

熱射病から回復した大河平は自らクルップに願い出て、大砲工場で研修を受ける。これはルツボ製鋼工場内の灼熱の環境をさけるためであったが、同時に留学の第二の目的であった鋼の兵器製造法を学ぶためでもあった。ここで大河平は大砲製造の基礎を学ぶ。中でも中型速射船砲、小型船砲の製造過程を中心に学んでいく。
1881年（明治14年）7月、大河平は3年間のクルップでの研修を終え、帰国の途に就く。大河平の帰国に際して、アルフレート・クルップは、自らの肖像写真を贈っている。大河平、ならびに妻徳はこの写真を終生大切にした。

## 帰国後の成果
1881年（明治14年）末、帰国した大河平は早々に海軍の命を受け、ルツボ製鋼法開発にあたる。

### 東京築地海軍兵器局内ルツボ製鋼所完成
海軍は、大河平の帰国に合わせるように、同年3月、東京築地の海軍兵器局内にルツボ製鋼工場を作り始めており、大河平は帰国後直ちに、その工場の設備、諸原料の選抜、作業順序の確定に従事することになる。
翌1882年（明治15年）6月、日本初の近代製鋼所であるルツボ製鋼所が完成。大河平は製鋼所総責任者となった。
海軍がルツボ製鋼工場建設を決定したのは、大河平が留学中の明治13年である。海軍のルツボ製鋼法開発の最大の目的は、国内で兵器用の鋼を得ることにあった。当時西洋諸国の製鋼法はルツボ製鋼法だけでなく、すでに大量生産が可能なベッセマー法やシーメンス式平炉法も開発されていて、いずれこれらの技術が主流になることは海軍も予想していた。しかし、兵器材料を国内で得るためには、当時の日本の受け入れ状況を考えるとルツボ製鋼法は採用可能な最上な技術であった。鋼生産の基礎となったルツボ製鋼法を飛び越して、新しい技術を移植することは、無謀であり得策ではないと判断した。

### 国内ルツボ製鋼法開発
国内でルツボ製鋼を成功させるためには工場の建設と合わせて、欠くことの事の出来ない研究開発がある。それは
1. 溶鉱炉の建設
2. 炉材の開発
3. ルツボ自体の製造開発
4. 原料鋼の開発
5. コークスの確保

である。
大河平はこれらを一つ一つ研究開発していく。この時期すでに海軍省から「兵器の独立上、内地産物を使用すべき旨」との内訓が出ていた。このことからルツボ製鋼法開発においても原材料は極力国内で産出されるものを使用する方針で進められていく。

#### 溶鉱炉の建設
溶鉱炉はイギリスのセフィールド工業地域で使われていたコークス溶鉱炉を基に築造された。クルップ式の物はあまりに大規模で、当時の日本の状況を考えると管理運用しきれないと考えたためである。

#### 炉材開発
炉材は国内産の硝石と耐火粘土を原料に何度も改良しながら煉瓦を作り、数十回の溶解作業に耐えうる炉材煉瓦が完成した。

#### 国産ルツボの製造開発
日本製のルツボ自体の製造開発は、大河平が最も苦心した開発であった。彼は日本産の黒鉛並びに耐火粘土の見本を全国から集め、さまざまな試験を行っている。何度も失敗し、時にまるで薩摩焼の貫入のようなひびが入ってしまったルツボが出来たと後に笑って語っている。苦労の末、ついに1884年（明治17年）に尾張木曽粘土に飛騨黒鉛を原料に溶鋼に耐えうるルツボを創り出した。日本における製鋼用ルツボの創始となる。

#### 原料鋼の開発
当時の日本で、鋼と言えるのは主に中国地方で行われていた砂鉄によるタタラ法で産出される和鋼のみであった。大河平はこの和鋼をクルップで学んだ化学分析を国内で行い、その鋼質が充分原料鋼として使用できることを発見する。

##### 出雲石見地方視察
大河平は1883年（明治16年）和鋼調査のため自ら出雲石見地方(島根県)に視察に出かけた。結果、和鋼は、その量、品質においてルツボ製鋼原料として適していると実地調査によって確認することが出来た。この視察による調査データはルツボ製鋼技術開発のみならず、釜石製鉄所再建ならびに後年の研究開発の貴重な資料となった。
1883年（明治16年）当時は、まだ鉄道は東海道線すら全通しておらず、出雲地方に行くには水路を使い、陸に上がってからは馬や駕篭を使った。特に和鋼の産地は険しい山奥が多く、蒲柳の質であった大河平にとっては、まさに命がけの仕事であった。

#### コークスの確保
コークスについては、日本国内のものは皆無であったため、イギリスからの輸入に頼ることになった。大河平はこうして研究開発を進めていくのであるが、これに先立ちルツボ製鋼法自体の実験も進めていた。

## 近代製鋼技術による日本初の「鋼」の生産に成功
1882年（明治15年）ついに大河平は東京築地の海軍兵器局内ルツボ製鋼工場において、日本初の「鋼」の生産に成功し、近代洋式製鋼技術獲得の第一歩となった。この時は日本製のルツボは完成しておらず、イギリスのモルガン社のルツボを輸入して使用した。
大河平のルツボ製鋼は順調に進んだ。翌1883年（明治16年）1月には鋳鋼製錬を開始して同年9月には砲架用金物、普通刃物、ネジ、機関砲および弾子滑車類を製造し、10月には小銃および機関砲の素材も製造している。以後この海軍ルツボ製鋼工場は順調に発展していく。ここで製造された鋼は、創業当初から品質がきわめて優秀であった。
海軍は大河平のこれらの業績に対して高い評価をした。日本初のルツボ製鋼により鋼の産出に成功した時点で、一等技師にし、明治17年には海軍権少匠司に任じ、三等技師に任命している。次いで正七位に叙任させている。

## 釜石製鉄所再建との関わり
官営の釜石製鉄所は1882年（明治15年）12月、燃料木炭の供給不足、採石、運鉱作業の失敗から赤字が続き廃止される。その釜石製鉄所の諸施設、鉄鉱石、木炭等の払い下げに応じたのは陸海軍の御用商人だった田中長兵衛である。田中は古くから付き合いのある大蔵卿・松方正義の強い斡旋により払い下げを受けるが、鉄に関しては全くの素人であった。
松方はこれを機に製鉄業に乗り出すよう田中に強く勧めるが、技術的な問題があると言われていた釜石製鉄所の再建については当時の大実業家・渋沢栄一や古河市兵衛も二の足を踏んでおり、前途に多大な困難が予想され、田中は決心がつかなかった。
しかし、田中の長男・安太郎は再建の可能性を求めて下調査をはじめる。安太郎も製鉄業に関しては素人であったから、当時の大蔵卿松方正義に指導者となる人物を探してほしいと懇願し松方は指導者として大河平を任命した。1883年（明治16年）のことである。大河平は安太郎に西洋の近代製鉄理論と実地を懸命に教えた。出雲石見地方の視察にも安太郎を同行させて、日本の従来の製鉄業および原鉱について学ばせた。
そして、安太郎を中心とする田中一族は1886年（明治19年）10月釜石製鉄所において製鉄に成功する。安太郎は後に「大河平がいなければ釜石製鉄所の再建は考えられなかった」と述べている。大河平は安太郎にクルップの創業者フリードリヒ・クルップ、アルフレート・クルップを例にとり、一民間人であっても努力をすれば製鉄業を営み、発展させていくことは不可能ではないと勇気づけたと伝わる。大河平のドイツクルップへの留学の成果は、釜石製鉄所再建にも大いに役立てることが出来たのである。

## 鋼製兵器の開発

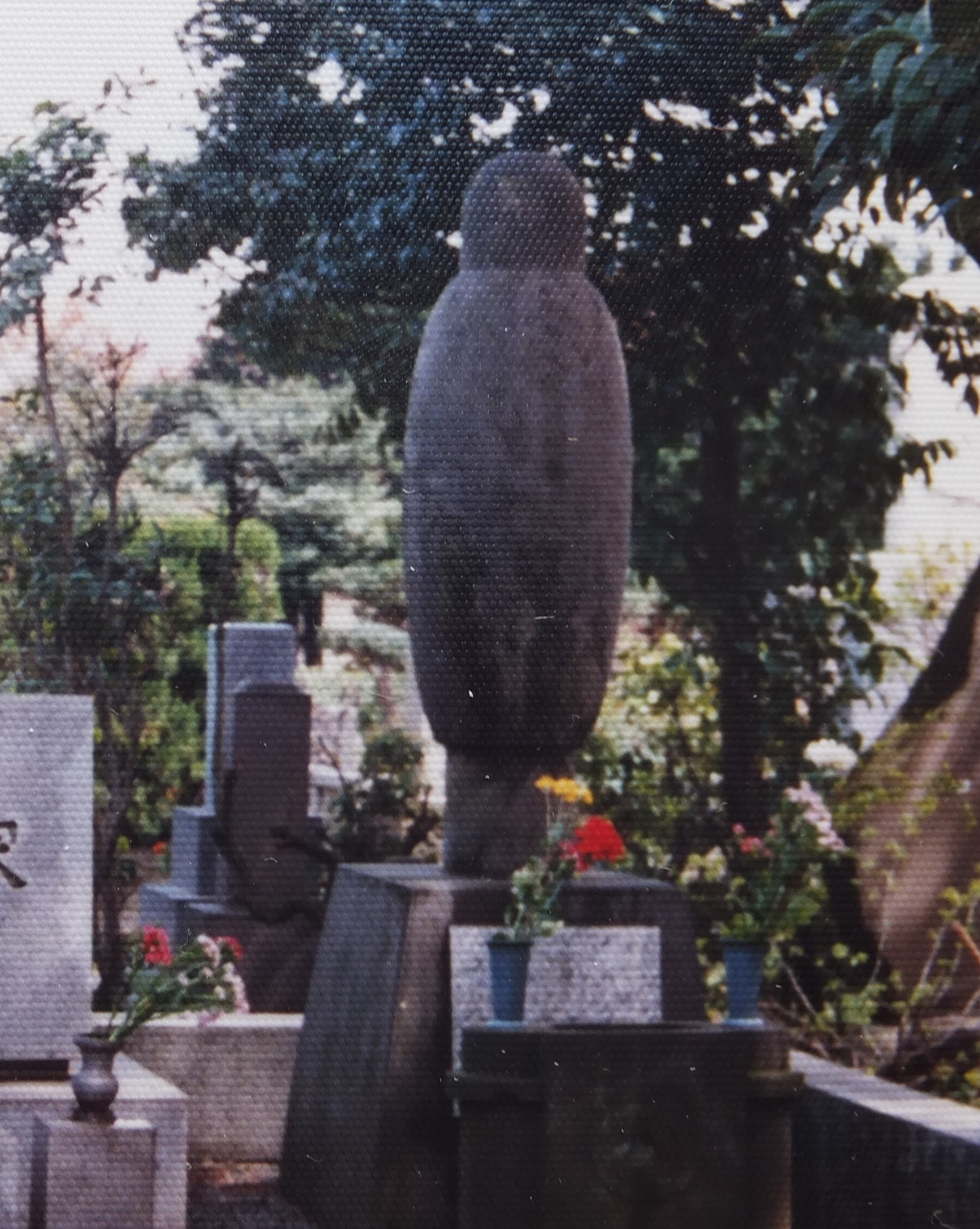
大河平才蔵のルツボを模った墓石 東京青山霊園

大河平がルツボ製鋼開発に着手して5年が過ぎた1887年（明治20年）頃になるとルツボ製鋼工場は安定して鋼を生産出来るようになった。この頃から大河平は留学の第二の目的である兵器の開発に本腰を入れるようになる。
1877年（明治10年）にイギリス、アームストロング社から造砲技術を習得して帰国した原田宗助らとともに砲架、機砲、砲身、クルップ式鋼鉄榴弾等をこの時期、拡張整備された海軍兵器製造所内で開発していく。官位も上がり、1886年（明治19年）11月9日に小技監になり、同時に兵器製造所主幹および兵器会議議員をも兼ねた。
この頃、小技監として、後の海軍大将斎藤実に送った試験研究の結果を知らせる書簡が残っている。
そして、1888年（明治21年）にホッチキス砲身、ノルデンフェルト砲身、各種砲架一二拇鋼鉄榴弾等の製造に成功し、さらに軍艦（通報艦）八重山用水雷発射管、スターンチューブ・ブランケット金物等も製造できるようになった。
1891年（明治24年）12月14日、大河平は海軍大技監に任命される。1892年（明治25年）3月23日従五位になる。海軍兵器製造所は1893年（明治26年）になると、海軍の念願であった保式速射砲三十門、並びに小口径砲用鋼鉄弾等の製造に成功する。
続いて1894年（明治27年）には安式十二拇速射砲用鋼鉄榴弾を製造するまでになった。折しも同年には日清戦争が起こり、これらの兵器はすぐに実戦に使われ、好結果を得る。ルツボ製鋼工場も唯一の製鋼工場として大いに発展する。
日清戦争直前の1894年（明治27年）5月18日、結核のため死去した。享年40歳。墓所は東京都港区青山霊園内（元海軍区）に設けられた。墓石は大河平の業績の象徴であるルツボを模ったものになっている。

## 栄典
- 1889年（明治22年）11月29日 - 大日本帝国憲法発布記念章[2]

## 家族・親族
- 父・大河平実次 - 実友の弟。東郷家に生まれ大河平順喜の養子となった[1]。後に名を改め大河平淳良。
- 伯父・東郷実友 - 東郷平八郎の父。
- 兄・喜八郎
- 妹・カエ
- 妻・徳（とく）- 1863年（文久3年）‐1949年（昭和24年）3月26日。薩摩藩士族、東京女子師範学校卒。紅蘭女学校（現横浜雙葉学園）教師。
- 長男・哲彦 - 東京商船大学教授を務めた。
- 次男・祥彦
- 三男・繁彦
- 長女・世花
- 従兄・東郷平八郎 - 海軍元帥。